# 埃特雷布朗什
埃特雷布朗什（法語：Estrée-Blanche，法語發音：[etʁe blɑ̃ʃ]）是法国上法蘭西大區加来海峡省的一个市镇，属于贝蒂讷区。

## 地名
该地名“Estrée-Blanche”发音为[etʁe blɑ̃ʃ]，“Estrée”中的字母“s”不发音，《世界地名翻译大辞典》与《世界地名译名词典》将其误译作“埃斯特雷布朗什”。

## 地理
埃特雷布朗什（50°35'35"N, 2°19'16"E）面积5.32 平方千米，位于法国上法蘭西大區加来海峡省，该省份为法国北部沿海省份，西北濒北海，南至索姆省，东临北部省。
与埃特雷布朗什接壤的市镇（或旧市镇、城区）包括：布莱西、昂坎莱吉讷加特、列特尔、利尼莱艾尔、雷利、昂坎莱米讷。
埃特雷布朗什的时区为UTC+01:00、UTC+02:00（夏令时）。

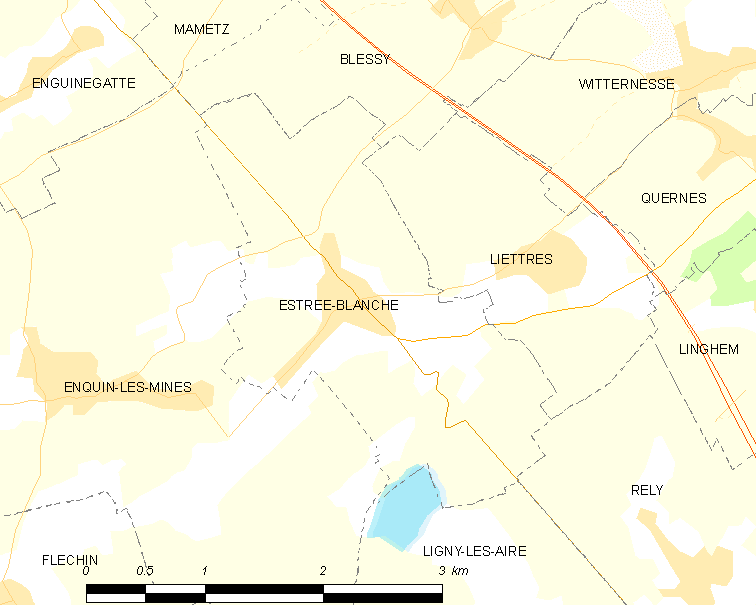
埃特雷布朗什的OSM定位图

## 行政
埃特雷布朗什的邮政编码为62145，INSEE市镇编码为62313。

## 政治
埃特雷布朗什所属的省级选区为利斯河畔艾尔县。

## 人口

1962-2008年间埃特雷布朗什人口变化图示

埃特雷布朗什于2022年1月1日时的人口数量为906人。